# En del av mitt hjärta
"En del av mitt hjärta", skriven av Tomas Ledin, är en sång framförd av Tomas Ledin på albumet Tillfälligheternas spel 1990. Den fick en Grammis för "Årets låt 1990".
Singeln placerade sig som bäst på andra plats på den svenska singellistan.
Den låg på Svensktoppen i 27 veckor under perioden 21 oktober 1990-5 maj 1991.

## Listplaceringar
| Lista (1990) | Position |
| ------------ | -------- |
| Sverige      | 2        |

### Fotnoter
1. ↑  Information i Svensk mediedatabas.
2. ↑  ”Grammis”. Arkiverad från originalet den 17 mars 2012. https://web.archive.org/web/20120317055524/http://www.ifpi.se/wp/wp-content/uploads/100428-lc-vinnare-genom-%C3%A5ren.pdf. Läst 1 maj 2011.
3. 1 2  Placering på den svenska singellistan
4. ↑  Svensktoppen - 1990
5. ↑  Svensktoppen - 1991